# Mevalonatvejen
Mevalonatvejen, også kendt som isoprenoidvejen eller HMG-CoA-reduktase-vejen er en essentiel metabolisk vej, der er til stede i eukaryoter, arkæer, og nogle bakterier. Syntesevejen producerer to fem-carbon byggesten kaldet isopentenylpyrofosfat (IPP) og dimethylallylpyrofosfat (DMAPP), som bruges til at fremstille isoprenoider, en forskelligartet klasse af over 30.000 biomolekyler såsom kolesterol, vitamin K, coenzym Q10 og alle steroidhormoner.
Mevalonatvejen begynder med acetyl-CoA og slutter med produktionen af IPP og DMAPP. Mevalonatvejen er kendt som målet for statiner, en klasse kolesterol nedsænkende medicin. Statiner hæmmer HMG-CoA-reduktase i mevalonatvejen.

## Øvre mevalonatvej
Mevalonatvejen for eukaryoter, arkæer og eubakterier begynder alle på samme måde. Det eneste kulstofmateriale i vejen er acetyl-CoA. Det første trin kondenserer to acetyl-CoA-molekyler for at give acetoacetyl-CoA. Dette efterfølges af en anden kondensation til dannelse af HMG-CoA (3-hydroxy-3-methyl-glutaryl-CoA). Reduktionen af HMG-CoA giver (R)-mevalonat. Disse første 3 enzymatiske trin kaldes den øvre mevalonatvej.

## Nedre mevalonatvej
Den nedre mevalonatvej, som omdanner (R)-mevalonat til IPP og DMAPP har 3 varianter. I eukaryoter fosforyleres mevalonat to gange i 5-OH-positionen, derefter decarboxyleret for at give IPP. I nogle arkæer såsom Haloferax volcanii, fosforyleres mevalonat én gang i 5-OH-stillingen, derefter decarboxyleres for at give isopentenylfosfat (IP), og til sidst fosforyleres igen for at give IPP (Archaeal Mevalonate Pathway I). En tredje variant af mevalonatvejen fundet i Thermoplasma acidophilum, bliver mevalonat fosforyleret i 3-OH-stillingen efterfulgt af fosforylering i 5-OH-stillingen. Den resulterende metabolit, mevalonat-3,5-bisfosfat, decarboxyleres til IP og fosforyleres til sidst for at give IPP (Archaeal Mevalonate Pathway II).

## Farmakologi
En række lægemidler retter sig mod mevalonatvejen:
- Statiner (bruges til at sænke kolesterolniveauet)
- Bisfosfonater (bruges til at behandle forskellige knogledegenerative sygdomme såsom osteoporose[8])

## Sygdomme
En række sygdomme påvirker mevalonatvejen:
- Mevalonat-kinase-mangel
  - Mevalonic aciduria
  - Hyperimmunoglobulinæmi D-syndrom (HIDS).

## Alternativ vej
Planter, de fleste bakterier, og nogle protozoer såsom malaria parasitter har evnen til at producere isoprenoider ved hjælp af en alternativ vej kaldet methylerythritol fosfat (MEP) eller ikke-mevalonatvejen. Outputtet af både mevalonatvejen og MEP-vejen er det samme, IPP og DMAPP, dog er de enzymatiske reaktioner der omdanner acetyl-CoA til IPP helt anderledes. Interaktion mellem de to metaboliske veje kan studeres ved at bruge 13C-glucose isotopomere. I højere planter opererer MEP-vejen i plastider, mens mevalonatvejen opererer i cytosolen. Eksempler på bakterier der indeholder MEP-vejen omfatter Escherichia coli og patogener såsom Mycobacterium tuberculosis.

## Enzymatiske reaktioner
| Enzym                                | Reaktion                          | Beskrivelse |
| Acetoacetyl-CoA thiolase             |                                   | Acetyl-CoA (citronsyrecyklus) gennemgår kondensation med et andet acetyl-CoA-molekyle for at danne acetoacetyl-CoA                                                   |
| HMG-CoA-syntase                      |                                   | Acetoacetyl-CoA kondenserer med et andet Acetyl-CoA-molekyle og danner 3-hydroxy-3-methylglutaryl-CoA (HMG-CoA).                                                     |
| HMG-CoA-reduktase                    | HMG-CoA reductase reaction        | HMG-CoA reduceres til mevalonat med NADPH. Dette er det hastighedsbegrænsende trin i kolesterolsyntese, hvorfor dette enzym er et godt mål for lægemidler (statiner) |
| Mevalonat-5-kinase                   | Mevalonate kinase reaction        | Mevalonat fosforyleres i 5-OH-stillingen for at give mevalonat-5-fosfat (også kaldet fosfomevalonsyre).                                                              |
| Mevalonat-3-kinase                   |                                   | Mevalonat fosforyleres i 3-OH-stillingen for at give mevalonat-3-fosfat. Der forbruges 1 ATP.                                                                        |
| Mevalonat-3-fosfat-5-kinase          |                                   | Mevalonat-3-fosfat fosforyleres i 5-OH-stillingen for at give mevalonat-5-fosfat (også kaldet fosfomevalonsyre). Der forbruges 1 ATP.                                |
| Fosfomevalonat kinase                | Phosphomevalonate kinase reaction | Mevalonat-5-fosfat fosforyleres for at give mevalonat-5-pyrofosfat. Der forbruges 1 ATP.                                                                             |
| Mevalonat-5-pyrofosfat decarboxylase |                                   | Mevalonat-5-pyrofosfat decarboxyleres for at give isopentenylpyrofosfat (IPP). Der forbruges 1 ATP.                                                                  |
| Isopentenyl pyrofosfat isomerase     | IPP isomerase reaction            | Isopentenyl pyrofosfat isomeriseres til dimethylallyl pyrofosfat. |